# San Giorgio (Carlo Crivelli)
San Giorgio è un dipinto a tempera e oro su tavola (95x33 cm) di Carlo Crivelli, datato al 1472 e conservato nel Metropolitan Museum di New York. Faceva parte del Polittico del 1472.

## Storia
Il polittico, probabilmente in origine nella chiesa di San Domenico a Fermo, venne smembrato poco prima del 1834, e disperso sul mercato. San Giorgio, col San Domenico, era nella collezione del cardinale Fesch a Roma fino al 1840, dopodiché si ritrova, nel 1863 in quella londinese del reverendo Walter Davenport-Bromley. In seguitò passò a Lady Ashburton e nel 1905 fu acquistato dal museo newyorkese.

## Descrizione e stile
Su uno sfondo dorato elegantemente lavorato come un damasco, san Giorgio è raffigurato in una posa fiera, nell'armatura sfarzosamente decorata e con ai piedi il drago. Unificato al resto del polittico dalla pedana ai suoi piedi, appare però isolato dagli altri santi e dalla stessa Madonna se, secondo la ricostruzione corrente, era a destra e rivolto nella medesima direzione, cioè verso l'esterno piuttosto che verso la Madonna al centro. Forse l'artista voleva rimarcare con la posa inconsueta l'originalità creativa che lo portava a raffigurare ogni personaggio diverso dagli altri, e caratterizzato intensamente. Giorgio appare come un giovane aitante che, con un elegante contrapposto, si appoggia alla lancia spezzata (la punta è nella testa del dragone) e poggia l'altra mano al fianco. I ricci biondi della capigliatura sono trattati uno per uno con un bordo scuro, con la pazienza del cesellatore, che dà un effetto innaturale e metallico, lontano ad esempio dalle morbidezze delle criniere leonine dei coprispalla, che al contrario, essendo in metallo, sarebbero dovute apparire lucide. Si tratta di un esempio di effetto volutamente irreale, che dà all'insieme un tono magico e fiabesco.
La ricchissima armatura all'antica, con profusione di spunzoni, ricorda modelli fiorentini coevi, che forse l'artista vide circolare nell'ambiente padovano.
Volto e mani hanno un'intensa carica espressiva pur nella rilassatezza dell'espressione: ciò è dovuto alla minuziosa indagine naturalistica dell'artista, che non trascurava di rappresentare ogni variazione dell'epidermide dovuta alla superficie nascosta di ossa, tendini e vene pulsanti. Questa sorta di iper-realismo, derivato in primis dallo studio di Donatello, è unito a un'attenzione del tutto analoga e parallela verso l'apparato decorativo, costituendo una curiosa combinazione, che è il nocciolo espressivo della sua poetica, originalissimo nel panorama italiano dell'epoca.